# アレクセイ・クルチョーヌイフ
アレクセイ・エリセーエヴィチ・クルチョーヌイフ（ロシア語: Алексей Елисеевич Кручёных,ウクライナ語: Олексій Єлисейович Кручоних,英語: Aleksei Yeliseyevich Kruchyonykh、1886年グレゴリオ暦2月21日、ユリウス暦2月9日 - 1968年6月17日）は、20世紀初頭のロシア未来派（ロシア・アヴァンギャルド）を代表するロシア、ソ連の詩人、作家、出版者。ザーウミを詩作行為に導入し、詩人が「切り分けられた言葉、言いかけの言葉、それらの奇妙で巧妙な組み合わせ」を使用する権利を唱えた。

## 生涯
シベリア出身の農家の父とポーランド人の母を持つ。1906年、オデッサ美術学校卒業。1907年にはモスクワに出て、ジャーナリスト、芸術家、戯作者として文筆活動を開始した。1912年に前衛画家のオリガ・ロザノワと結婚。

### 革命以前の活動
同年から立体未来派の理論家かつ実作者の一人となり、未来派文集『裁判官の飼育場』、『社会の趣味への平手打ち』、『三人』、『斃死した月』に参加。フレーブニコフとともに「ザーウミ」（超意味言語）の実験を試み、一連の綱領的論文や、ラジカルな実験詩が同時代に衝撃を与えた。「芸術家は共通言語だけでなく、特定の意味をもたぬ個人的言語をも用いて表現を行ってよい……ザーウミは世界共通の詩語をもたらす」と宣言した。彼の詩の一節「ドィル ブル シチル　дыр бул щыл」は、無意味なザーウミ詩語の代名詞となる。論文「言葉そのものの宣言」においては、「百合 лилия は美しいが、しかし百合という語は手あかにまみれ、「凌辱されて」おり、醜いのだ。それゆえ私は百合をィエウイ еуы と名付ける――原初の純粋さが回復される。」と主張した。
作品では『地獄の戯れ』（フレーブニコフとの共作）（1912）、『破裂』（1913）が有名。また、彼は「最初の未来のオペラ」である『太陽の征服』の作者の1人となり、台本を担当した。これは、1913年12月3日にサンクト・ペテルブルクのルナパルク劇場で初演された。前口上をフレーブニコフが作成し、ミハイル・マチューシンが音楽を作曲し、カジミール・マレーヴィチがセットと衣装を作成した。

### 革命後の活動
第一次大戦と革命の時期をトビリシで過ごし、イーゴリ・テレンチェフ、イリヤ・ズダネーヴィチ、ニコライ・チェルナフスキーとともにグループ「41°」を設立。詩と理論的著作の執筆を続けた。1918年、オリガ・ロザノワ死去。1920年にはバクーに居住した。
1920年代にモスクワへ帰還。のち1923年に結成された芸術左翼戦線(レフ)に属し、韻文推理小説『盗賊ワーニカとマニキュア娘ソーニカ』（1925）、ジャズのリズムを取り入れた詩集『イロニアーダ』（1930）などを発表。エセーニンについての一連の伝記的小冊子の作者であり、同作はマヤコフスキー含む同時代人たちには基本的に否定的に受け取られた。それにもかかわらず、マヤコフスキーは、未来主義者としてのクルチョーヌィフを高く評価しており、彼を「これから来る詩人の助けとなる」と評価した。
1930年のマヤコフスキーの死後、1930年代には形式主義者として批判され、さらに1941年に「41°」の同志イーゴリ・テレンチェフが刑死したあとは、文壇から消えた。後年は、自身の時代の文学的および芸術的遺産の収集家として知られた。
1950年代、クルチョーヌィフは、リアノゾヴォ派の詩人であるイーゴリ・ホーリンとゲンリフ・サプギールや、より若い世代のウラジーミル・カザコフとゲンナジイ・アイギ、コンスタンチン・ケドロフに注目し、激励した。

## 主な著作

### 詩
- 「地獄の戯れ」（1912、1913）
- 「破裂」（1913）

### オペラ
- 「太陽の征服」（1913）

### 詩集
- 『イロニアーダ』（1930）

### 論文
- 「言葉そのもの」（1913）
- 「言葉の新しい方法（未来の言語、死への象徴）」（1913）
- 「言葉のファクトゥーラ」（1922）

### 小説
- 『盗賊ワーニカとマニキュア娘ソーニカ』（1925）